# فاليري بوركوجان
فاليري بوركوجان (بالأوكرانية: Поркуян Валерій Семенович)‏ (مواليد 4 أكتوبر 1944) هو لاعب كرة قدم. لعب مع منتخب الاتحاد السوفييتي لكرة القدم. سبق له أن لعب في كأس العالم لكرة القدم مع منتخب بلاده.

## روابط خارجية
- فاليري بوركوجان على موقع قاعدة بيانات كرة القدم.إي يو (الإنجليزية)
- فاليري بوركوجان على موقع ناشيونال فوتبول تيمز (الإنجليزية)